# Gundaroo
Gundaroo – miasto w Australii, w stanie Nowa Południowa Walia.